# HMS Wakeful (R59)
HMS Wakeful (R59/F159) là một tàu khu trục lớp W được Hải quân Hoàng gia Anh Quốc chế tạo trong Chương trình Khẩn cấp Chiến tranh của Chiến tranh Thế giới thứ hai. Được hạ thủy năm 1943, nó đã phục vụ trong cuộc chiến tranh và sống sót qua cuộc xung đột, được cải biến thành một tàu frigate nhanh chống tàu ngầm Kiểu 15 vào đầu những năm 1950. Nó bị bán để tháo dỡ vào năm 1971.

## Thiết kế và chế tạo
Con tàu được đặt hàng vào ngày 3 tháng 12 năm 1941 như một phần của Chi hạm đội Khẩn cấp 9, và được đặt lườn tại xưởng tàu của hãng Fairfield Shipbuilding and Engineering Company ở Govan, Glasgow, Scotland. Nguyên được đặt lườn như là chiếc HMS Zebra vào ngày 3 tháng 6 năm 1942, nó được đổi tên thành HMS Wakeful vào tháng 1 năm 1943, hoán đổi tên với một chiếc khác cũng đang được chế tạo, sau được hạ thủy như là chiếc HMS Zebra. Wakeful được hạ thủy vào ngày 30 tháng 6 năm 1943 và nhập biên chế cùng Hải quân Hoàng gia Anh vào ngày 17 tháng 2 năm 1944. Nó là chiếc thứ hai của Hải quân Hoàng gia Anh mang cái tên này, chiếc thứ nhất là một tàu khu trục lớp Admiralty W bị tàu phóng lôi E-Boat Đức đánh chìm ngoài khơi Dunkirk năm 1940 trong Chiến dịch Dynamo, cuộc triệt thoái khỏi Dunkirk. Con tàu được cộng đồng cư dân  Darwen, Lancashire đỡ đầu trong khuôn khổ chiến dịch vận động gây quỹ trái phiếu chiến tranh mang tên Tuần lễ Tàu chiến.

## Lịch sử hoạt động

### Chiến tranh Thế giới thứ hai
Wakeful gia nhập Hạm đội Nhà vào ngày 17 tháng 2 năm 1944 để chạy thử máy và huấn luyện, trước khi tham gia hoạt động vào tháng 3. Nó gia nhập Chi hạm đội Khu trục 27, khi có thêm nhiều tàu cùng lớp sẵn sàng. Đang khi phục vụ cùng Hạm đội Nhà, chi hạm đội đã được bố trí để hỗ trợ cho Chiến dịch Tungsten, nơi nó hoạt động như một tàu hộ tống cho các đợt không kích nhắm vào thiết giáp hạm Đức Tirpitz tại Altenfjord. Đến tháng 5 năm 1944, nó phục vụ hộ tống cho các cuộc không kích xuống tàu bè Đức ngoài khơi Narvik và Stadlandet, Na Uy trong thành phần Chi hạm đội Khu trục 27.
Trong suốt tháng 6 và tháng 7, Wakeful được tái trang bị nhằm được điều động sang phục vụ cùng Hạm đội Đông tại Ấn Độ Dương, vẫn trong thành phần Chi hạm đội Khu trục 27, đặt căn cứ tại Trincomalee, Ceylon. Vào tháng 10, Hạm đội Đông tung ra cuộc không kích nghi binh xuống quần đảo Nicobar để đánh lạc hướng Nhật Bản trong khi Hải quân Hoa Kỳ đổ bộ lên Leyte, Philippines. Sang tháng 11, nó cùng với phần còn lại của chi hạm đội được điều sang Hạm đội Thái Bình Dương.
Vào tháng 1 năm 1945, Wakeful tham gia như một tàu hộ tống cho Chiến dịch Meridian, thoạt tiên là các cuộc không kích lên các cơ sở lọc dầu tại Pladjoe, và sau đó là các cuộc không kích xuống Soengi-Gerong gần Palembang. Vào tháng 3, Hạm đội Thái Bình Dương tham gia cùng Đệ Ngũ hạm đội Hoa Kỳ dưới quyền Đô đốc Raymond Spruance, rồi cùng Đệ Tam hạm đội Hoa Kỳ dưới quyền Đô đốc William Halsey vào tháng 5. Sang tháng 8, nó làm nhiệm vụ hộ tống cho các cuộc không kích của Hải quân Hoàng gia và Hải quân Hoa Kỳ xuống đảo Hokkaido và phần phía Bắc đảo Honshū của Nhật Bản. Nó đã hiện diện trong vịnh Tokyo vào lúc việc đầu hàng chính thức diễn ra trên thiết giáp hạm Hoa Kỳ USS Missouri vào ngày 2 tháng 9, và nó tiếp tục ở lại vùng biển Nhật Bản để giúp hồi hương binh lính Đồng Minh, trước khi khởi hành đi Sydney, Australia. Nó quay trở về Anh vào tháng 12 năm 1945.

### Sau chiến tranh
Wakeful được sử dụng như một tàu huấn luyện Thiếu sinh Hải quân cho đến khi nó được cải biến thành một tàu frigate chống tàu ngầm Kiểu 15 tại xưởng tàu của hãng Scotts Shipbuilding and Engineering Company từ năm 1951 đến năm 1953. Vào năm 1953, nó tham gia cuộc Duyệt binh Hạm đội nhân lễ đăng quang của Nữ hoàng Elizabeth II.
Wakeful được mang ký hiệu lườn mới F159 và phục vụ tại Địa Trung Hải trong thành phần Hải đội Frigate 5 cho đến năm 1957. Trong giai đoạn này, nó từng tham gia Chiến dịch Musketeer, cuộc tấn công của liên quân Anh-Pháp lên Port Said, Ai Cập nhằm chiếm quyền kiểm soát kênh đào Suez. Đến năm 1959, nó tái biên chế để đảm nhiệm vai trò soái hạm của Hải đội Portsmouth, hoạt động như tàu huấn luyện cho Trường huấn luyện hoa tiêu tại HMS Dryad và như một tàu thử nghiệm cho Chương trình Phát triển Vũ khí tàu nổi Hải quân Anh. Con tàu được sử dụng cho lễ an táng trên biển Nữ công tước Edwina Mountbatten ngoài khơi bờ biển Portsmouth vào ngày 25 tháng 2 năm 1960.
Từ năm 1965, Wakeful nằm trong thành phần Hải đội Frigate 2 và đã tham gia Ngày hải quân tại Portsmouth năm đó. Đến năm 1970, con tàu được đưa vào danh sách loại bỏ, và bị bán để tháo dỡ vào ngày 10 tháng 6 năm 1971. Nó được bán cho hãng Thomas William Ward vào ngày 10 tháng 7 năm 1971, và được kéo đến Inverkeithing để tháo dỡ vào ngày 5 tháng 7.